# Emmanouil Fragkos
Emmanouil Fragkos é um político grego que actualmente actua como membro do Parlamento Europeu pela Solução Grega.